# Guderhandviertel
Guderhandviertel (plattdeutsch Gauderhandviddel) ist eine Gemeinde im Landkreis Stade in Niedersachsen. Die Gemeinde gehört der Samtgemeinde Lühe an, die ihren Verwaltungssitz in der Gemeinde Steinkirchen hat.

## Geschichte
Wissenschaftler vermuten, dass die Eindeichung des Sietlandes in Guderhandviertel von Steinkirchen aus zuerst, das heißt kurz vor 1150, nur bis zum Nessbogen erfolgte und dass erst später Anfang des 13. Jahrhunderts das schmalere Sietland entlang der Lühe bis kurz vor Horneburg kultiviert wurde. Deshalb liegen die älteren Häuser des Deichhufendorfs Guderhandviertel meistens auf dem Sietland neben der Lühe. Erst als später das restliche Marschland westlich der Lühe kultiviert wurde, entstanden hier Neubausiedlungen.

### Rittergut Bergfried
Fünf Jahrhunderte war das Rittergut Bergfried im Besitz der Adelsfamilie von Zesterfleth. Der Neffe des Verdener Bischofs Johann von Zesterfleth, Marquard IV., kaufte im Jahr 1377 den Hof Bergfried. Dieses blieb bis zum Ende der Stammlinie in der Mitte des 19. Jahrhunderts der Stammsitz der Familie. Nach einem Brand und Wiederaufbau wurde das Gut an verschiedene Käufer veräußert. 1863 wurde anstelle des Gutshauses ein Armenhaus errichtet. Seit 1952 betreibt der Landkreis Stade ein Alten- und Kinderheim auf der Anlage, die heute ein Seniorenheim an der Straße Bergfried ist.

### Namensherkunft

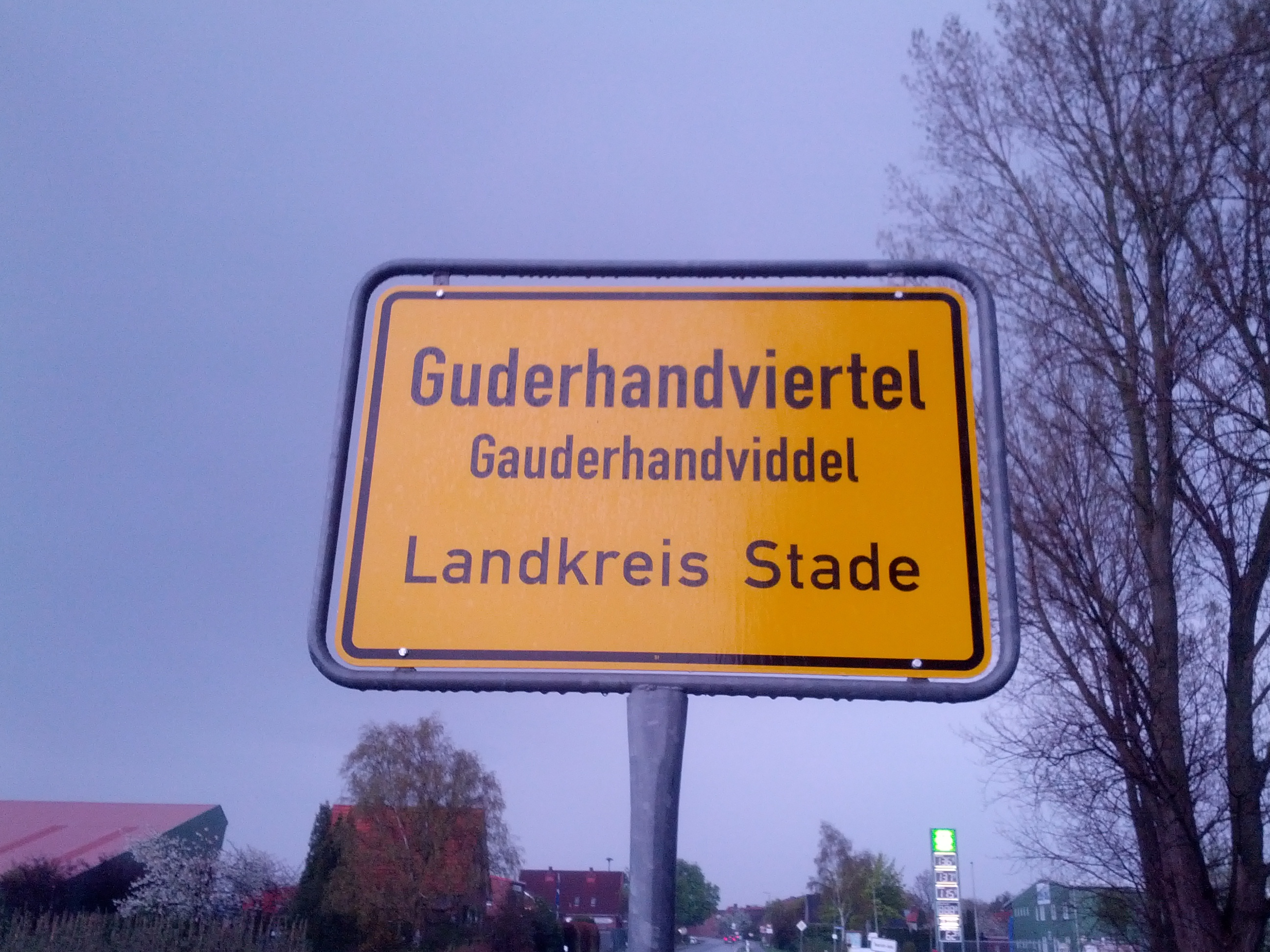
Zweisprachiges Ortsschild

Der Name Guderhandviertel wurde erstmals 1524 erwähnt: Im Ghuderhandeverndeil. Aus dem Spätmittelalter wurde die Einteilung der großen Siedlungsgemeinde Lu (auch to der Lu und bi der Lu) in vier Viertel überliefert. Es gab drei Kirchviertel (Im Kerckverndeil): Steinkirchen, Mittelnkirchen und Neuenkirchen sowie ein Viertel ohne Kirche, das Guderhandviertel. Die Namensherkunft ist unklar, es gibt jedoch verschiedene Theorien:
1. Das Guderhandviertel liegt – von Steinkirchen aus betrachtet – zur guten rechten Hand
2. Die Siedlung ist – ohne Kirche mit Pfarrer – der guten Hand Gottes anvertraut
3. „Verendeel der Gudemannen“ – ein „Viertel“ oft adliger Hofbesitzer, die von bestimmten Abgaben befreit waren[3][4]

### Einwohnerentwicklung
| Jahr             | Bevölkerung |
| ---------------- | ----------- |
| 1995 (Schätzung) | 1.271       |
| 2001 (Schätzung) | 1.265       |
| 2011 (Zählung)   | 1.140       |
| 2019 (Schätzung) | 1.094       |
| 2021 (Zählung)   | 1.107       |

## Geografische Lage
Die Gemeinde liegt westlich von Hamburg im Zentrum des Alten Landes, eines der größten Obstanbaugebiete in Europa. Die Lühe begrenzt das Gemeindegebiet zu den östlich gelegenen Nachbargemeinden Mittelnkirchen und Neuenkirchen. Die weiteren Nachbargemeinden sind (im Uhrzeigersinn): Horneburg, Dollern, Agathenburg und Steinkirchen mit dem Verwaltungszentrum.

## Politik

### Gemeinderat
Der Gemeinderat setzt sich wie folgt zusammen:
- CDU 6 Sitze
- SPD 4 Sitze
- FDP 1 Sitz

(Stand: Kommunalwahl am 12. September 2021)

### Wappen
In abweichender Darstellung der Messer führt die Gemeinde Guderhandviertel das Wappen ab 1950. Ein blaues Schild mit drei übereinander liegenden silbernen Messern mit goldenen Griffen. Auf den Messern sind oben rechts kleine blaue Kreuze.

## Infrastruktur
- Grundschule Guderhandviertel
- Freiwillige Feuerwehr Guderhandviertel

## Kultur und Sehenswürdigkeiten
Bauwerke

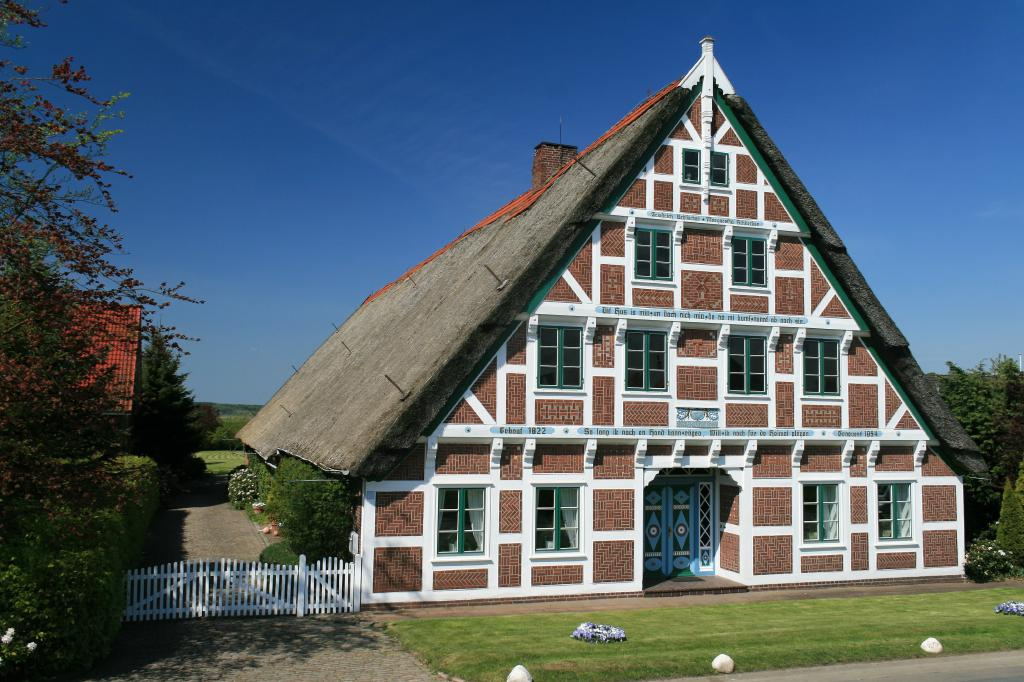
Wohn- und Wirtschaftsgebäude, erbaut 1822. In den 1970er-Jahren im Besitz der Schauspielerin Elisabeth Flickenschildt
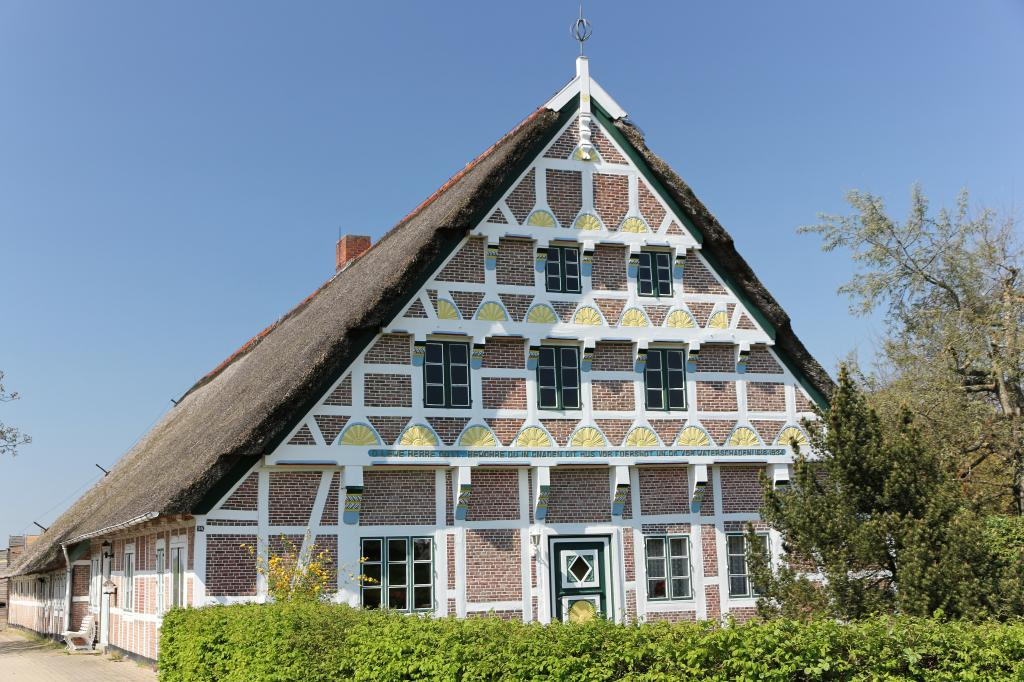
Wohn- und Wirtschaftsgebäude, erbaut 1618
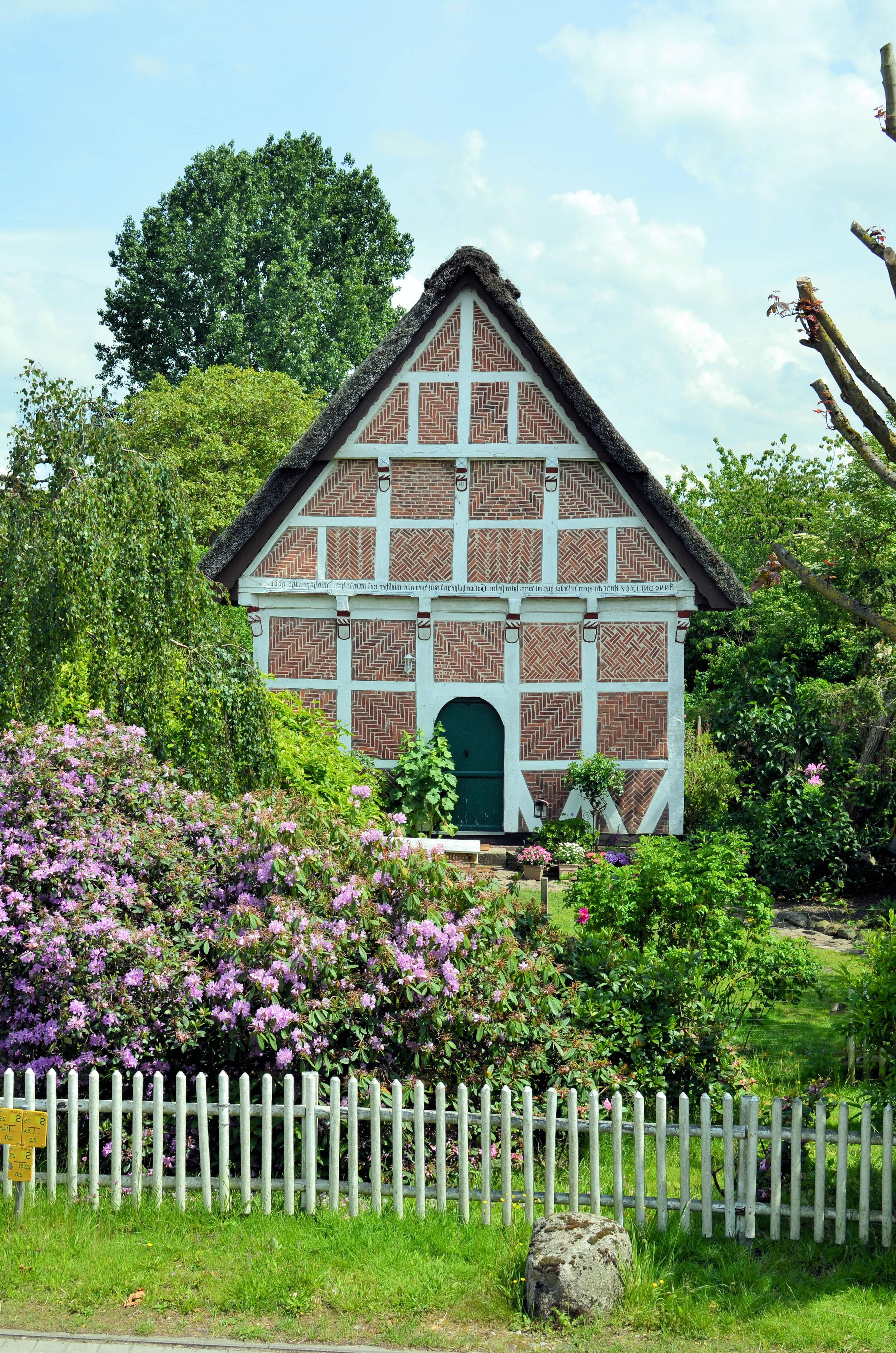
Fachwerk-Speichergebäude, erbaut 1587, ältester erhaltener Fachwerkbau des Alten Landes